# Berat Luş
Berat Luş (* 20. April 2007 in Istanbul) ist ein türkischer Fußballspieler. Er steht bei Galatasaray Istanbul unter Vertrag und wurde für die Saison 2025/26 an Esenler Erokspor ausgeliehen.

## Karriere

### Verein
Berat kam mit elf Jahren genau wie sein älterer Bruder Süleyman Luş in die Jugend von Galatasaray Istanbul. Davor spielte er bei Güngören Atletikspor. Während der Saison 2024/25 wurde Luş in die erste Mannschaft berufen und unterschrieb einen Dreijahresvertrag. Sein Debüt in der ersten Mannschaft und gleichzeitig in der Süper Lig gab der Außenspieler am 22. Dezember 2024 gegen Kayserispor, als ihn sein Trainer Okan Buruk in der 88. Spielminute für Lucas Torreira einwechselte.

### Nationalmannschaft
Berat Luş spielte 2023 einmal für die türkische U-17 und gab 2024 sein Debüt in der türkischen U-18.

## Erfolge
- Türkischer Meister: 2025
- Türkischer Fußballpokal: 2024/25